# Associazione Calcio Ospitaletto 1997-1998
Questa voce raccoglie le informazioni riguardanti l'Associazione Calcio Ospitaletto nelle competizioni ufficiali della stagione 1997-1998.

## Rosa
| N. |                   | Ruolo | Calciatore          |
| -- | ----------------- | ----- | ------------------- |
|    | Italia (bandiera) | C     | Lucio Beltrame      |
|    | Italia (bandiera) | D     | Mauro Bertoni       |
|    | Italia (bandiera) | D     | Nicola Borra        |
|    | Italia (bandiera) | P     | Nadir Brocchi       |
|    | Italia (bandiera) | C     | Luis Fernando Centi |
|    | Italia (bandiera) | A     | Daniele Ferrari     |
|    | Italia (bandiera) | C     | Omar Forlani        |
|    | Italia (bandiera) | P     | Ivan Gamberini      |
|    | Italia (bandiera) | A     | Riccardo Gori       |
|    | Italia (bandiera) | C     | Omer Maffei         |
|    | Italia (bandiera) | C     | Davide Oliveiro     |
|    | Italia (bandiera) |       | Pensera             |

| N. |                   | Ruolo | Calciatore          |
| -- | ----------------- | ----- | ------------------- |
|    | Italia (bandiera) | A     | Raffaele Paolino    |
|    | Italia (bandiera) | C     | Massimo Parzani     |
|    | Italia (bandiera) |       | Pasini              |
|    | Italia (bandiera) | D     | Antonio Pedrocchi   |
|    | Italia (bandiera) | D     | Emanuele Pedroni    |
|    | Italia (bandiera) | D     | Maurizio Piccalunga |
|    | Italia (bandiera) | A     | Sergio Piovanelli   |
|    | Italia (bandiera) | A     | Stefano Preti       |
|    | Italia (bandiera) | C     | Marco Stevanato     |
|    | Italia (bandiera) | A     | Nicola Torlini      |
|    | Italia (bandiera) | D     | Roberto Torchio     |
|    | Italia (bandiera) | C     | Mirko Veschi        |